# Echbeck

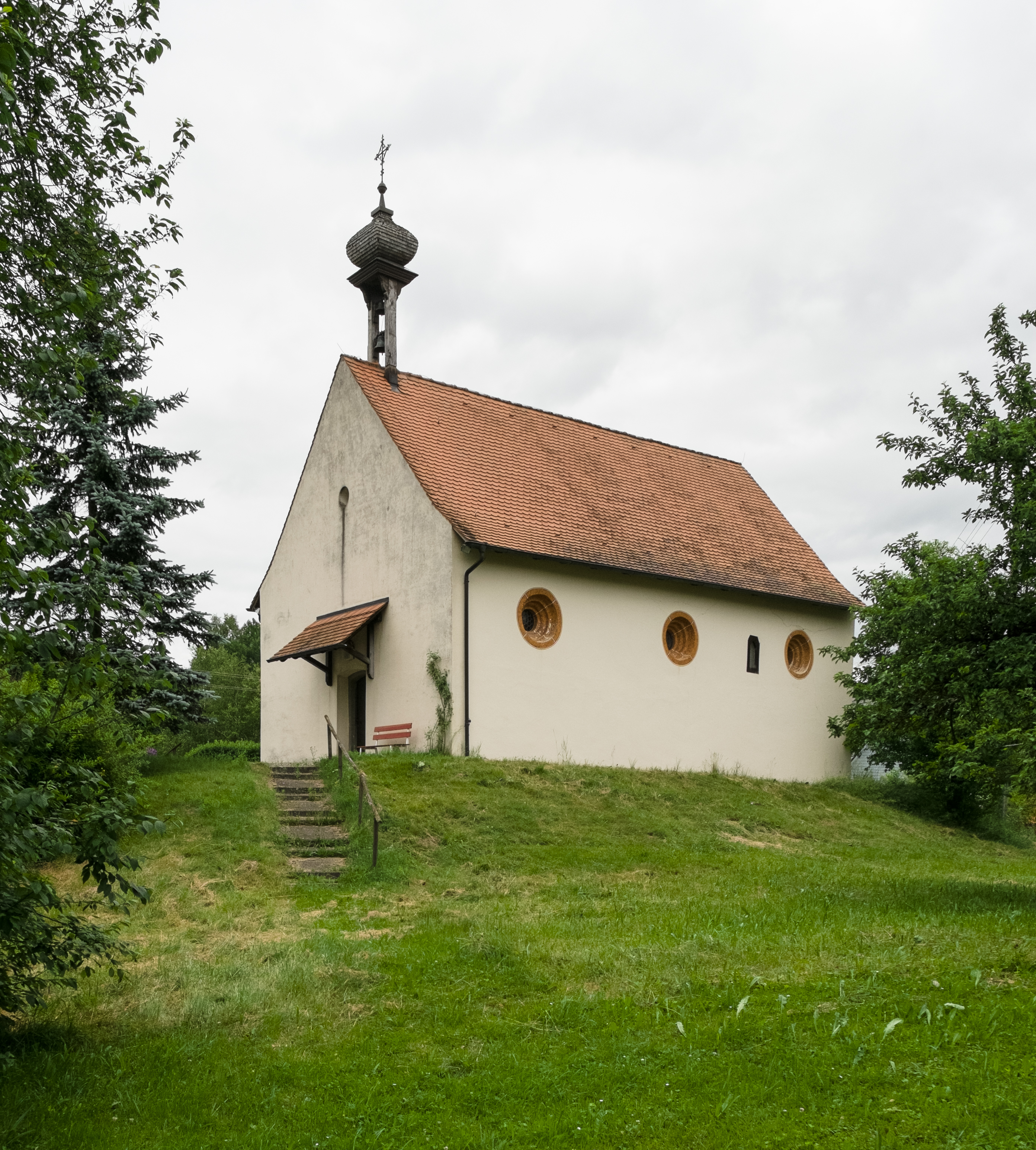
Kapelle St. Josef und Maria in Echbeck

Echbeck ist ein Teilort der Gemeinde Heiligenberg im Bodenseekreis. Der ländlich geprägte Ort hat mit Ortsteilen rund 300 Einwohner. Er liegt geographisch am oberen, nördlichen Ende des Deggenhauser Tals. (Teil-)Orte sind: Oberrickertsreute, Rickertsreute, Oberboshasel, Unterboshasel, Geisberg und Bursthof, Burg Echbeck.
Es gibt mehrere gewerbliche und landwirtschaftliche Betriebe, Ferienhäuser, eine Kapelle, eine Gaststätte und einen Narrenverein.

## Kultur
In Echbeck gibt es das jährlich stattfindende Fest „Rock am Bach“. Es wird von der Band „Jambala“ in Zusammenarbeit mit der Gemeinde Heiligenberg veranstaltet. Bei diesem Festival treten in der Regel mehrere Bands auf.
Fastnacht ist in Echbeck tief verwurzelt: Es findet jedes Jahr eine Dorffastnacht mit Narrenbaumstellen, Hemmedglonker, Funkenfeuer und weiteren Veranstaltungen statt. Prägend für die Fastnacht in Echbeck ist der Verein Quellgeister e. V.